# Олійник В'ячеслав Миколайович
В'ячеслав Миколайович Олійник (у деяких джерелах прізвище подається як Олейник; 27 квітня 1966, Маріуполь) — український борець, олімпійський чемпіон. Заслужений майстер спорту України (1994). Почесний громадянин міст Маріуполя і Тернополя. Тренувався у Геннадія Узуна.

## Життєпис
Народився 27 квітня 1966 у місті Маріуполь. Почав займатися греко-римською боротьбою з 1972 року. У 1983 році присвоєно звання «Майстер спорту СРСР». У 1986 році присвоєно звання «Майстер спорту міжнародного класу». У 1987 році закінчив Київський державний інститут фізкультури. У 1994 році йому було присвоєно звання «Заслужений майстер спорту України». У 1996 році був нагороджений хрестом «За мужність». Був удостоєний звання: «Почесний громадянин міст Маріуполя та Тернополя».
Має дружину, сина та дочку.
На теперішній час мешкає в Маріуполі, працює головним тренером клубу «Азовмаш». Член Національного олімпійського комітету.

## Досягнення
На Олімпіаді 1996 року в Атланті В'ячеслав Олійник здобув золоту медаль, яка стала першою золотою медаллю на літніх Олімпійських іграх в історії незалежної України. Через чотири роки на Олімпіалі в Сіднеї посів 14 місце.
- 1986 — Перше місце на першості Європи серед юніорів
- 1989 — Перше місце на чемпіонаті Європи серед молоді
- 1990 — Перше місце на чемпіонаті СРСР, і третє місце на чемпіонаті світу
- 1991 — Перше місце на спартакіаді Народів СРСР
- 1992 р. — Перше місце на чемпіонаті України
- 1992 р. — Перше місце на чемпіонаті СНД
- 1993 — Перше місце на чемпіонаті України
- 1994 р. — Перше місце на чемпіонаті Європи
- 1994 р. — Друге місце на чемпіонаті світу

## Державні нагороди
- Відзнака Президента України — хрест «За мужність» (7 серпня 1996) — за видатні спортивні перемоги на XXVI літніх Олімпійських іграх в Атланті, особистий внесок у піднесення авторитету і престижу України в світі[2]